# Hydromedusa tectiphera
Hydromedusa tectiphera, cunoscută și sub numele de broasca țestoasă argentiniană cu gât de șarpe, este o specie de broască țestoasă din familia Chelidae.
Capul mic, ovoid, se află la extremitatea unui gât lung și foarte mobil, această caracteristică fiind la originea numelui popular. Carapacea are plăci circulare colorate în nuanțe de bej și maro. Este o specie acvatică dulcicolă, răspândită în Argentina, Guyana și Brazilia.